# Budynek przy ul. Adama Mickiewicza 24 w Sanoku
Budynek przy ul. Adama Mickiewicza 24 w Sanoku – gmach położony przy ulicy Adama Mickiewicza w Sanoku. Obecnie w budynku mieści się Sanocki Dom Kultury.

## Historia

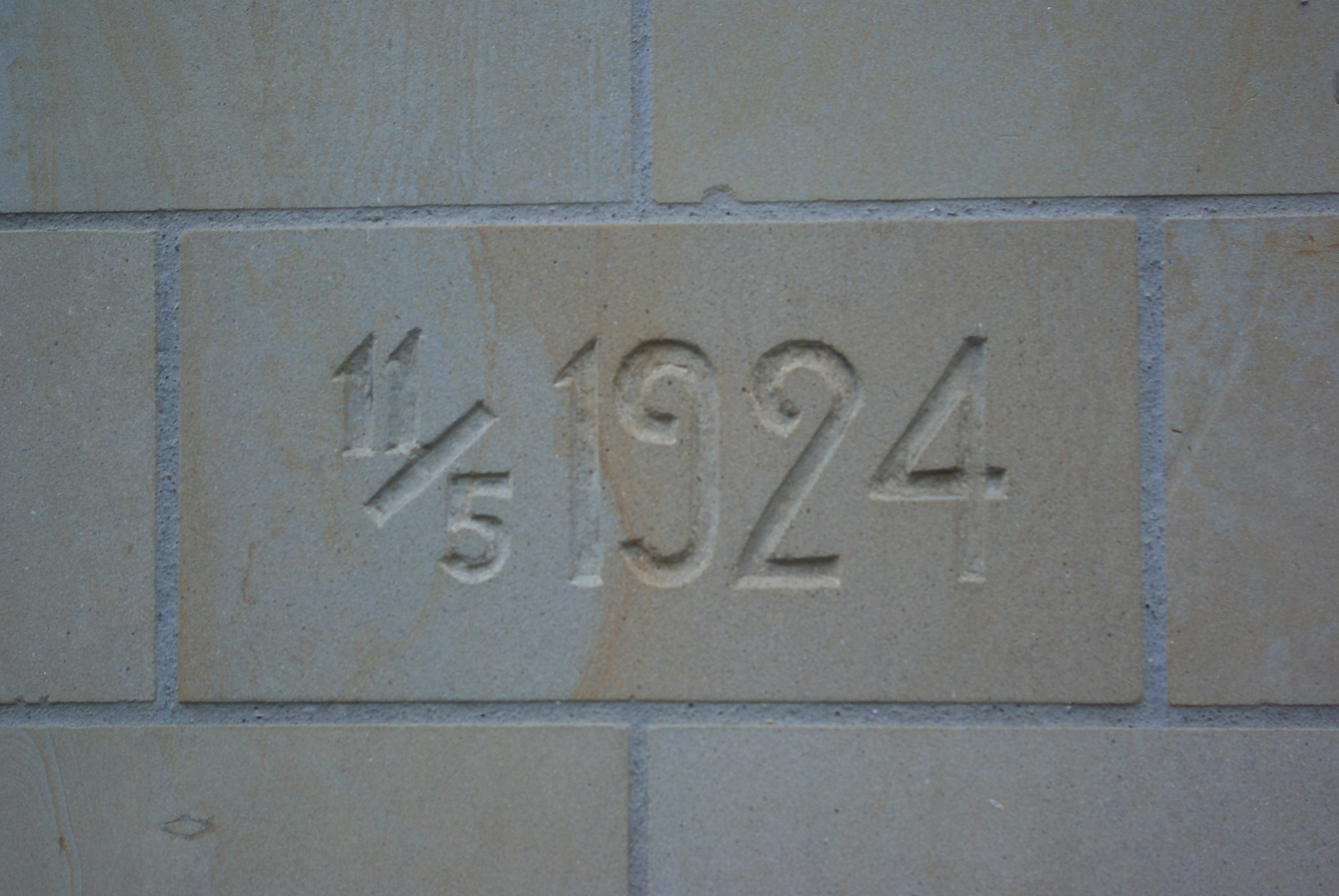
Zachowane na ścianie budynku upamiętnienie poświęcenia kamienia węgielnego z 11 maja 1924

Pierwotnie prace nad budową Domu Żołnierza Polskiego w ramach Wojska Polskiego RP rozpoczęto za kadencji burmistrza Pawła Biedki (1914-1919). Inicjatorem powstania budynku był kapelan 2 pułku Strzelców Podhalańskich w Sanoku, ks. Bronisław Nowyk. Spotkanie w tej sprawie inicjatorów z władzami lokalnymi i przedstawicielami miejscowych osobistości odbyło się 23 kwietnia 1923. W wyniku tego został powołany Społeczny Komitet Budowy Domu Żołnierza, którego prezesem został dowódca 2 PSP płk Franciszek Stutzmann. Uchwałą z 4 września 1924 Rada Miejska w darowiźnie przekazała Towarzystwu Domu Żołnierza Polskiego w Sanoku grunt pod budowę położony przy ulicy Mickiewicza naprzeciw koszar wojskowych pułk, z jedynym zastrzeżeniem, aby zrealizować budowę w ciągu trzech lat. Projekt architektoniczny budynku wykonał nieodpłatnie miejscowy budowniczy Władysław Chomiak. 3 maja 1924 nastąpiło symboliczne rozpoczęcie budowy, a 11 maja 1924 został poświęcony kamień węgielny (w uroczystości uczestniczył dowódca Okręgu Korpusu nr X w Przemyślu gen. Franciszek Latinik). Budowę wsparło finansowa miejscowa społeczność, kadra zawodowa oficerska i podoficerska sanockiego garnizonu, Grabownickie Towarzystwo Wiertnicze (przekazało 10 tys. litrów ropy), jednak konieczne było także zaciągnięcie pożyczki w PKO w kwocie 50 tys. zł). Budowa została ukończona w marcu 1927 (w ostatnim okresie nadzorował ją kpt. Franciszek Löwy). Prace wykończeniowe trwały przez kolejny rok.
Był to jeden z pierwszych tego typu budynków w całej Polsce. Pozytywna opinia wystawiona została przez czasopismo Polska Zbrojna. Gmach został nazwany jako Dom Żołnierza Polskiego. Znajdował się wówczas pomiędzy koszarami wojskowymi przy ulicy Adama Mickiewicza (obecnie siedziba Państwowej Wyższej Szkoły Zawodowej im. Jana Grodka i Placówka Bieszczadzkiego Oddziału Straży Granicznej) oraz przy ulicy Jana III Sobieskiego (teraz Zespół Szkół nr 1 im. Karola Adamieckiego w Sanoku, dawny „Ekonomik”).

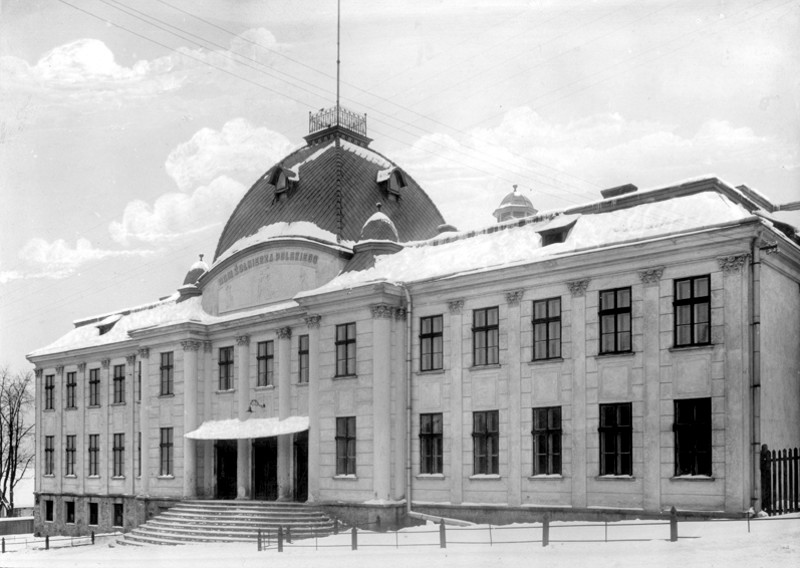
Dom Żołnierza Polskiego w 1929

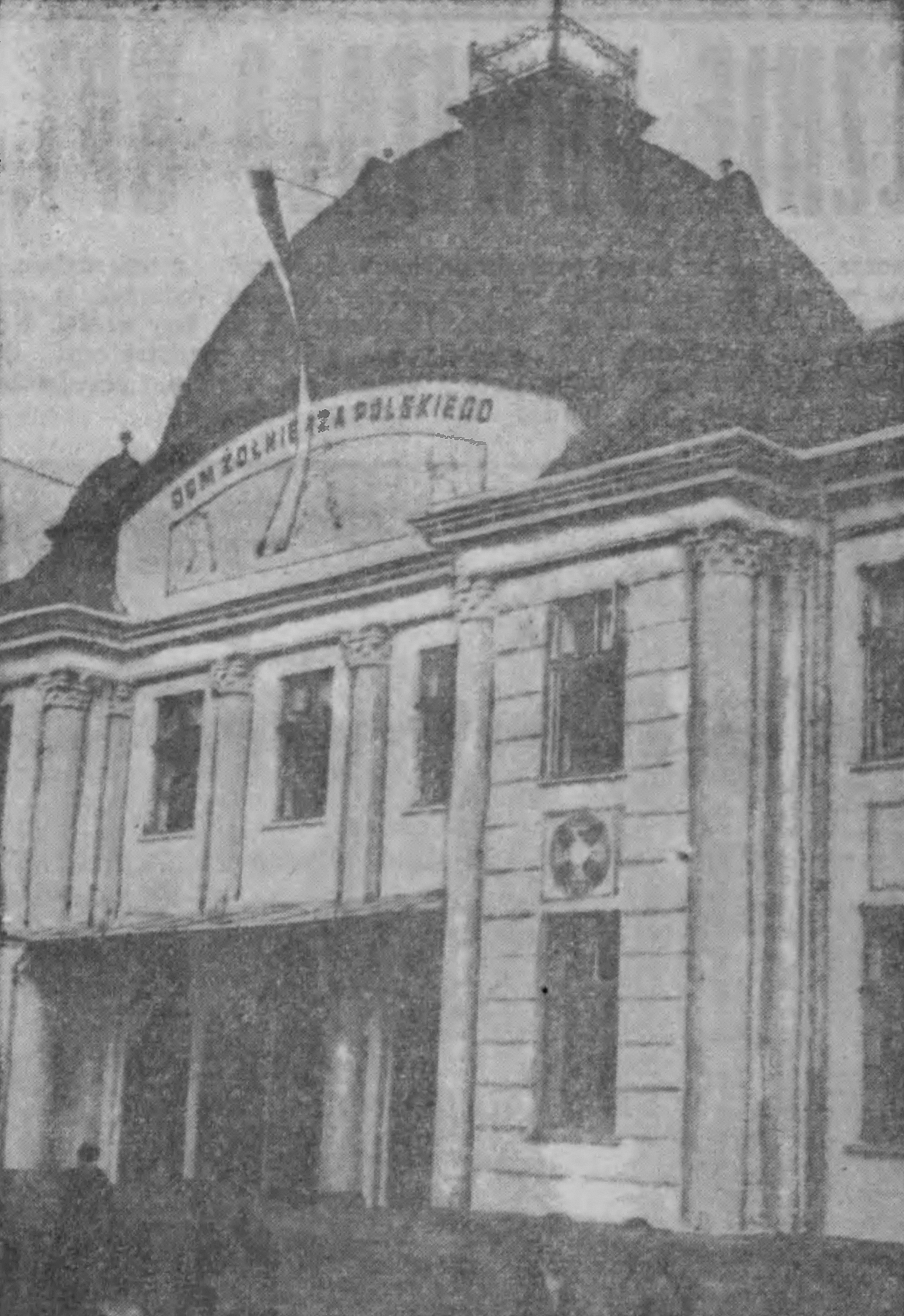
Dom Żołnierza Polskiego ok. 1936

Pierwotnie budynek należący do Towarzystwa Domu Żołnierza Polskiego figurował pod numerem konskrypcyjnym 968, a w 1931 pod adresem ul. Adama Mickiewicza 14. Oficjalne otwarcie gmachu odbyło się podczas uroczystości w dniach 23-24 września 1928 (wziął w nich udział gen. Stanisław Wieroński, dowódca 22 Dywizji Piechoty Górskiej). Poświęcenia budynku dokonał ks. Franciszek Salezy Matwijkiewicz, proboszcz sanockiej parafii pw. Przemienienia Pańskiego.
Sala teatralna w gmachu mieściła 1200 z 24 lożami i balkonem. W jego pomieszczeniach kadra oficerska urządziła kasyno, zaś wojskowi niższego szczebla stworzyli ognisko podoficerskie. Każdy z trzech batalionów 2 pułku miał w Domu swoją świetlicę i osobne wejście. Szeregowcy prowadzili teatr amatorski, zaś później w uznaniu ich entuzjazmu gen. Andrzej Galica ofiarował do gmachu projektor filmowy. W budynku działały także biblioteka (5 tys. dzieł), sklep spółdzielczy (z własną monetą zdawkową), przedszkole, kinoteatr „Podhalanin” (otwarty 16 lipca 1927) oraz kluby sportowe (piłkarski, siatkarski, narciarski). Do 1939 budynek stanowił drugi, po Gmachu Towarzystwa Gimnastycznego Sokół położony nieopodal przy ulicy Mickiewicza 13, ośrodek życia kulturalnego i oświatowego w mieście. Przy tym z użyteczności gmachu korzystała społeczność miasta, przedstawiciele miejscowej Straży Pożarnej, Związku Strzeleckiego, sanockiego oddziału Towarzystwa Gimnastycznego „Sokół”. W gmachu odbywały się uroczystości o różnym charakterze. W 2. poł. lat 30. XX wieku prezesem Domu Żołnierza Polskiego był płk Kazimierz Tumidajski, dowódca 3 batalionu w 2 Pułku Strzelców Podhalańskich. W 1926 Towarzystwo Domu Żołnierza otrzymało koncesję na prowadzenie kinoteatru. W latach 30. na frontowej ścianie Domu umieszczona była odznaka 2 pułku Strzelców Podhalańskich. W sali Domu Żołnierza odbywały się przedstawienia, w tym teatralne i pokazy cyrkowe. Po śmierci dowódcy 2 PSP ppłk. Karola Lenczowskiego w lipcu 1936 w Domu Żołnierza były zostały wystawione jego zwłoki. W okresie II RP budynek mieścił się pod numerem 14.
Podczas II wojny światowej w okresie okupacji niemieckiej budynek pod przemianowanym adresem Hindenburg Strasse działał Stadtkino (kino miejskie), w którym projektowano kulturfilmy oraz odbywały się uroczystości (m.in. 18 kwietnia 1944 obchodzono 55. urodziny Adolfa Hitlera).
Pierwotnie budynek posiadał okazałą kopułę pośrodku dachu. W latach 30. z wieżyczki na szczycie budynku podoficer pułku odgrywał melodie wojskowe Władysław Wiśniowski. Nad wejściem do budynku, na szerokości schodów, oraz we wewnątrz nad sceną umieszczono płaskorzeźby przedstawiające bitwę pod Kuźnicą z 21-23 września 1920 podczas wojny polsko-bolszewickiej, w której uczestniczyli w niej żołnierze 2 PSP – dzieło wykonał artysta rzeźbiarz i porucznik pułku, Józef Sitarz (zostały zniszczone w 1945). Ponadto istniały rzeźby alegoryczne, których autorem był Władysław Gościński.
Po nadejściu frontu wschodniego podczas II wojny światowej, w czasie stacjonowania wojsk radzieckich, 2 grudnia 1944 w budynku wybuchł pożar, wskutek którego gmach uległ dewastacji. W wyniku tego zawaleniu uległ dach wraz z kopułą, z budynku pozostały mury.
Powstał komitetu odbudowy Domu Żołnierza. Ponadto postanowieniem Rzeszowskiego Urzędu Wojewódzkiego z 12 marca 1946 w tym dniu zostało wpisane do rejestru Stowarzyszeń i Związków UW pod numerem 58 stowarzyszenie „Towarzystwo Domu Żołnierza Polskiego w Sanoku”. 23 czerwca 1946 w „Domu Żołnierza” odbył się wiec manifestacyjny, zorganizowany przez Powiatową Radą Związków Zawodowych przed referendum z 30 czerwca 1946, podczas którego agitowali przedstawiciele SD (Bolesław Gorączko), PPS (Michał Hipner), PPS (Józef Rygliszyn), SL (Klamut), PRZZ (Sienkiewicz) oraz w imieniu ludowego Wojska Polskiego mjr Śliwiński. W październiku 1946 zarząd Towarzystwa Domu Żołnierza Polskiego w Sanoku ogłosił przetarg na wykonanie robót w budynku. Pomimo powołania powyższych gremiów celem odbudowy budynku, początkowo nie przynosiło to skutku i w 1947 zniszczony budynek był dodatkowo niszczony przez warunki atmosferyczne. Prace odbudowy zostały ukończone w 2. połowie lat 40. W przeddzień rocznicy powstania PKWN, 21 lipca 1950 w nowo odbudowanej sali Domu Żołnierza odbyło się uroczyste posiedzenie Powiatowej Rady Narodowej w Sanoku, w którym wzięło udział około tysiąc osób. Pomysł odtworzenia Domu Żołnierza Polskiego zrodził się w 1951 roku, kiedy Rada Społeczna Powiatowego Domu Kultury (na jego czele stanął Jan Bezucha) rozpoczęła starania w kierunku stworzenia miejskiego centrum kultury. Istotna była inicjatywa Towarzystwa Przyjaciół Żołnierza – budynek został odbudowany, jednakże już bez kopuły. Wsparcie zapewniło państwo i wojsko, dzięki czemu sfinalizowano odbudowę i w 1955 roku powstał Powiatowy Dom Kultury im. Adama Mickiewicza, działający do 1973. Od 1973 do 1989 funkcjonował Sanocki Dom Kultury. Placówka pełniła rolę koordynacji działań kulturalnych i oświatowych w mieście i rejonie. W budynku odbywały się uroczystości, koncerty, działania edukacyjno-wychowawcze, przeglądy, wystawy, imprezy, przedstawienia i inne.
W SDK działał Zespół Teatru Małych Form, który na początku stycznia 1977 w międzywojewódzkim turnieju w Tarnowie zdobył „Laur Pogórza”. 10 lutego 1977 została otwarta wystawa pt. Życie i walka generała Karola Świerczewskiego, zorganizowana w 80. rocznicę jego urodzin. Przy PDK działał m.in. zespół wokalny Czwórka Rewelersów, w składzie którego byli Adam Bieniasz, Zbigniew Dańczyszyn, Aleksander Druszkiewicz, Stanisław Świeżowiec, Tomasz Ziombrowski). 
W sali SDK odbywały się mecze drużynowe w boksie sekcji pięściarskiej Stali Sanok, zawody w podnoszeniu ciężarów klubu Sanoczanka Sanok, w dniach 24-25 marca 1974 w sali SDK zorganizowano zawody mistrzostw okręgu w tej dyscyplinie. W dniach 27-29 marca 1987 w sali SDK odbyły się Mistrzostwa Polski w Podnoszeniu Ciężarów 1987. W październiku 1994 działacze Sanoczanki zorganizowali w sali SDK mistrzostwa świata i Europy w wyciskaniu sztangi w leżeniu na ławce poziomej
W okresie PRL w budynku działały także wypożyczalnia książek dla dzieci oraz czytelni, później przeniesione do budynku przy ul. Teofila Lenartowicza 2.
12 stycznia 1968 w Powiatowym Domu Kultury został zorganizowany wiec przez zarząd oddziału powiatowego ZBOWiD, Powiatowy Komitet FJN i TRZZ, w którym mieszkańcy Sanoka protestowali przeciw odradzaniu się faszyzmu w NRF, w tym działalności partii NPD (na licznym spotkaniu przemawiał Jan Bezucha). W gmachu odbywali spotkania członkowie koła w Sanoku Polskiego Towarzystwa Numizmatycznego, założonego w 1972, od 14 maja 2000 Oddział PTN w Sanoku im. Rudolfa Mękickiego). W SDK organizowano finały konkursu-plebiscytu na najpopularniejszego sportowca Sanoka. W 1979 w gmachu budynku były wystawione trumny ze zwłokami działaczy komunistycznych: Mieczysława Golenia, Kazimierza Granata. We wrześniu 1980 dyrektor SDK (1976-1982) Marian Witalis przekazał lokal w budynku do użytkowania działaczom Miejskiego Komitetu Zakładowemu NSZZ „Solidarność”. W 1980 w Domu Kultury grupą artystyczną miłośników poezji i teatru opiekował się aktor Teatru im. Wandy Siemaszkowej w Rzeszowie Piotr Grabowski. W latach 80. w SDK Tomasz Beksiński prowadził cykliczne imprezy dyskotekowe pod nazwą „Super-Video Disco” wzgl. „Wideo Disco”.
W okresie PRL kierownictwo Powiatowego Domu Kultury sprawował Wydział Kultury Powiatowej Rady Narodowej w Sanoku; kierownikami PDK, później SDK byli: Tadeusz Zmarz (1954), Tadeusz Leśniak (1954-1955), Józef Piskorski (1955-1956), Leopold Hrywniak (1956-1957), Tadeusz Zmarz (1958-1959), Czesław Czajka (1960-1962), Maria Salamon (1962-1970), Kazimierz Surman (1970-1972, Jan Łuczyński (1973-1975), Janina Lewandowska (1975-1976), Marian Witalis (1976-1981), Janina Lewandowska (1982), Franciszek Hamerski (1982-1990).
Od 1990 działalność SDK podlega Gminie Sanok. Stanowisko dyrektora SDK podjął 1 lipca 1990 Waldemar Szybiak. 30 listopada 1996 zostało otwarte kino w SDK wraz z systemem Dolby Stereo SR, sfinansowanym przez szwajcarską Fundację Pro Helvetia. Od 1997 do 1998 budynek był gruntownie remontowany, a od 2010 do 2011 została dobudowana sala do baletu. W połowie 2006 elewacji budynku nadano nową kolorystykę w barach beżowej i błękitnej (autorką koncepcji plastycznej była Anna Meląg).

## Obiekty upamiętniające

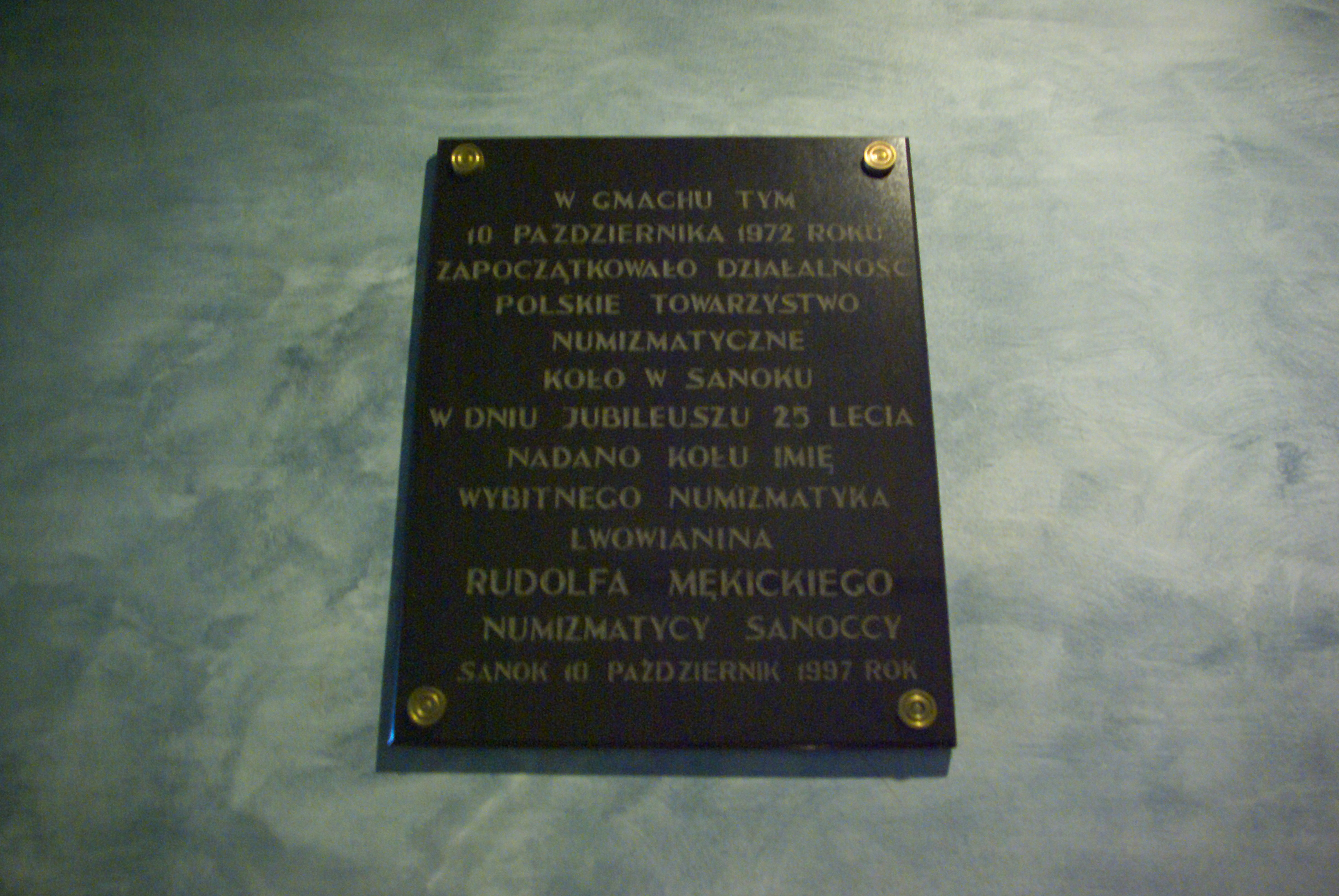
Tablica pamiątkowa PTN

W foyer i holu budynku pierwotnie zostały umieszczone tablice pamiątkowe:
- tablica pamiątkowa poświęcona Adamowi Mickiewiczowi. Ustanowiona 26 listopada 1955 roku, w setną rocznicę śmierci poety. Znajduje się w foyer[64]. Treść inskrypcji autorstwa dra Edmunda Słuszkiewicza głosi: „Wieszczowi Narodu Adamowi Mickiewiczowi w setną rocznicę śmierci 1855-1955. W hołdzie obywatele miasta Sanoka”. Projektantem tablicy był Kazimierz Florek, a wykonawcą Franciszek Łuczywo[65]. Została zdemontowana.
- tablica upamiętniająca powstanie w tym gmachu Polskiego Towarzystwa Numizmatycznego Koło w Sanoku w dniu 10 października 1972 roku, któremu w jubileusz 25-lecia nadano imię Rudolfa Mękickiego[66]. Tablica została odsłonięta w westybulu budynku przez dzieci uhonorowanego, Krystynę i Juliusza Mękickich, 10 października 1997 podczas uroczystości 25-lecia Koła PTN w Sanoku[67][68]. Inskrypcja głosi: „W gmachu tym 10 października 1972 roku zapoczątkowało działalność Polskie Towarzystwo Numizmatyczne Koło w Sanoku. W dniu jubileuszu 25 lecia nadano kołu imię wybitnego numizmatyka i lwowianina Rudolfa Mękickiego. Numizmatycy sanoccy. Sanok 10 października 1997”[68][69].

Poniżej budynku znajduje się obelisk zwieńczony rzeźbą orła upamiętniający 125 oficerów i żołnierzy Wojsk Ochrony Pogranicza, poległych w latach 1945-1947 w walkach z UPA. Na postumencie kolorowe wykonanie z napisami „XV. W ochronie granic PRL. WOP.” Powyżej na pionowej tablicy inskrypcja: „Bohaterskim żołnierzom WOP poległym w walce z bandami UPA” i poniżej wypisane są nazwiska poległych kolejno z lat 1945, 1946 i 1947 oraz u dołu podpis: „Społeczeństwo Podkarpacia rok 1945-1960”. Pomnik został odsłonięty 11 czerwca 1960, w piętnastą rocznicę walk i z okazji 15-lecia WOP. Projekt wykonał Edmund Królicki.

## Wydarzenia i podmioty
13 czerwca 1965 w budynku Powiatowego Domu Kultury został powołany Bieszczadzki Klub Krótkofalowców PZK, a jego założycielami byli m.in. Zbigniew Kaszycki, Stanisław Lewek, Jan Świtalski. Od grudnia 1989 w budynku corocznie odbywa się Festiwal im. Adama Didura, festiwal wykonawców muzyki poważnej i operowej. Od 1993 roku w budynku działa m.in. Zespół Tańca Ludowego „Sanok”. Od początku lat 90. do 2004 w SDK funkcjonował zespół muzyki folkowej Orkiestra Jednej Góry Matragona
W pomieszczeniach budynku został założony klubowiarnia „Hades”.